# Bernard Allou
Bernard Allou (nacido el 19 de junio de 1975) es un exfutbolista francés que se desempeñaba como centrocampista.
Jugó para clubes como el París Saint-Germain, Nagoya Grampus Eight, Nottingham Forest, RWDM, White Star Bruxelles y Léopold FC.

## Trayectoria

### Clubes
| Club                 | País       | Año         |
| -------------------- | ---------- | ----------- |
| París Saint-Germain  | Francia    | 1994 - 1998 |
| Nagoya Grampus Eight | Japón      | 1998        |
| Nottingham Forest    | Inglaterra | 1999 - 2001 |
| RWDM                 | Bélgica    | 2001 - 2002 |
| White Star Bruxelles | Bélgica    | 2002 - 2003 |
| Léopold FC           | Bélgica    | 2003 - 2006 |
| White Star Bruxelles | Bélgica    | 2006 - 2010 |